# La marquesa Rosalinda
La marquesa Rosalinda es una obra de teatro de Ramón María del Valle-Inclán, estrenada en Madrid el 5 de marzo de 1912.

## Argumento
Inspirada en la comedia del arte, la marquesa Rosalinda es seducida por Arlequín, para desesperación del marido, el marqués d'Albray. Este, movido por los celos, enclaustra a su esposa en un convento. Arlequín intenta, infructuosamente, rescatarla, enfrentándose para ello a dos rufianes contratados por el marqués. La marquesa termina aceptando su destino en la vida religiosa, y Arlequín retorna, derrotado, junto a Colombina.

## Representaciones destacadas
- Teatro (Teatro de la Princesa, 1912). Intérpretes: María Guerrero (Marquesa), Fernando Díaz de Mendoza (Arlequín), Josefina Blanco (Colombina), Emilio Mesejo (Polichinela), Felipe Carsi (abate Pandolfo), Luis Martínez Tovar (Reparado), Consuelo Salvador (Amaranta), Hortensia Gelabert (Silvia), Luis Medrano (Marqués 'Albray), María Cancio (Misia Rosa) y María Fernanda Ladrón de Guevara (Dorotea).[1][2]
- Teatro (Teatro Reina Victoria, Madrid, 1957). Dirección: Gustavo Pérez Puig. Intérpretes: Julia María Tiedra, Rafael Samaniego, Laly Soldevila, Blanca Sendino, Carmina Santos, Joaquín Pamplona.
- Televisión (en el programa Teatro de siempre, de Televisión española, el 3 de octubre de 1968). Intérpretes: Berta Riaza, Mary Paz Ballesteros, Alicia Hermida y Francisco Valladares.
- Teatro (Teatro Español, Madrid, 1970). Dirección: Miguel Narros. Intérpretes: Amparo Soler Leal, Guillermo Marín, José Luis Pellicena, Luchy Soto, Charo López, Javier Loyola, Carmen Martínez Sierra, Josele Román, Paloma Hurtado, Lola Lemos.
- Televisión (en el programa Teatro Estudio, de Televisión española, el 26 de marzo de 1981). Dirección: Francisco Montolio. Intérpretes: Elisa Ramírez, Alfonso del Real, Maruchi Fresno, Vicente Gisbert, Juan Diego, Kino Pueyo, Carlos Ballesteros.
- Teatro (Teatro María Guerrero, Madrid, 1988). Dirección: Alfredo Arias. Intérpretes: Rosa Noveli, Antonio Valero, Queta Claver, Eva Bosch, Pepa López.